# Zamarajka (wieś)
Zamarajka (ros. Замарайка) – wieś (ros. село, trb. sieło) w zachodniej Rosji, centrum administracyjne sielsowietu zamarajskiego rejonu wołowskiego w obwodzie lipieckim.

## Geografia
Miejscowość położona jest w dorzeczu rzeki Kszeń, 7,5 km od centrum administracyjnego rejonu (Wołowo), 136 km od stolicy obwodu (Lipieck).
W granicach miejscowości znajdują się ulice: Bieriegowaja, Centralnaja, Dorożnaja, Mołodiożnaja, Zariecznaja.

## Demografia
W 2012 r. miejscowość była zamieszkiwana przez 415 mieszkańców.